# Хилсборо (округ, Нью-Гэмпшир)
Хилсборо — один из десяти округов штата Нью-Гэмпшир. Административные центры — Манчестер и Нашуа. По состоянию на 2000 год население округа составляло 380 841 человек.

## История
Хилсборо является одним из пяти первоначальных округов Нью-Гэмпшира, и назван в честь Виллса Хилла (англ. Wills Hill, 1st Marquess of Downshire) — британского министра колоний того времени. Округ был основан со столицей в Амхерсте 19 марта 1771 года. В 1823 году некоторые города отделились в округ Мерримак, и в период до 1869 года административные функции были переданы в Манчестер и Нашуа.

## География
По данным службы переписи населения США, округ занимает площадь 2310 км², из которых 2270 км² — суша и 40 км² — вода. Самый большой город округа — Манчестер. Наивысшая точка округа — гора Пак-Монаднок (700 м).

### Граничащие округа
- Мерримак (с севера)
- Рокингхем (с востока)
- Эссекс (штат Массачусетс) (с юго-востока)
- Мидлсекс (штат Массачусетс) (с юга)
- Вустер (штат Массачусетс) (с юго-запада)
- Чешир (с запада)
- Салливан (с северо-запада)

## Демография
По данным переписи 2000 года, в округе зарегистрировано 380 841 человек, 144 455 домашних хозяйств и 98 807 семей. Плотность населения — 168 человек на квадратный километр. Зарегистрировано 149 961 жилищная единица (квартира или дом), со средней плотностью 66 единиц на квадратный километр.
Распределение по расам:
- белые — 93,90 %
- черные (афроамериканцы) — 1,29 %
- коренные американцы — 0,25 %
- азиаты — 2,00 %
- островные американцы — 0,03 %
- другие расы — 1,31 %
- смешанные расы — 1,22 %

Распределение по происхождению:
- ирландцы — 15,4 %
- франкоговорящие канадцы — 13,7 %
- французы — 12,5 %
- англичане — 10,1 %
- американцы — 6,0 %
- немцы — 5,7 %
- латиноамериканцы — 3,19 %

По родному языку:
- английский — 87,6 %
- французский — 5,1 %
- испанский — 2,7 %

По возрасту (средний возраст — 36 лет):
- до 18 лет — 26,3 %
- 18 — 24 года — 7,7 %
- 22 — 44 года — 32,7 %
- 45 — 64 года — 22,6 %
- 65 лет и старше — 10,6 %

По полу:
- женщины — 51,36 %
- мужчины — 48,64 %